# Ruth Shady
 (octobre 2019).
Si vous disposez d'ouvrages ou d'articles de référence ou si vous connaissez des sites web de qualité traitant du thème abordé ici, merci de compléter l'article en donnant les références utiles à sa vérifiabilité et en les liant à la section « Notes et références ».
Ruth Martha Shady Solís, née le 29 décembre 1946 à Callao au Pérou, est une anthropologue et archéologue péruvienne. Elle est la fondatrice et directrice du projet d'archéologie à Caral.

## Biographie
Née d'un père tchèque et d'une mère péruvienne, Ruth Shady est diplômée en éducation de l'université nationale principale de San Marcos, à Lima, puis a fait un doctorat d'anthropologie et d'archéologie. 
Elle a été conservatrice au Musée national d'archéologie, d'anthropologie et d'histoire du Pérou à partir de 1975, avant d'en devenir directrice en 1984.
Elle a mené plusieurs projets de fouilles archéologiques au Pérou, notamment à Végueta, Maranga, Pacopampa y Chota et Bagua. 
Elle obtient une bourse de la Dumberton Oaks en 1992-1993. 
Entre 2006 et 2012, elle préside le Conseil international des monuments et sites du Pérou. 
À partir de 1994, elle fonde le Projet archéologique Caral, et, à partir de 1996, elle fouille sans discontinuer le site de Caral-Supe dans la côte centrale du Pérou (occupé dès 3000 avant Jésus-Christ, sans doute pendant 1000 ans), qu'elle estime avoir joué un rôle central dans l'histoire du Pérou. Elle y voit l'évidence la plus ancienne d'un État dès le néolithique, repoussant de plusieurs siècles l'émergence de la civilisation. 
Elle développe une approche multidisciplinaire, s'intéresse à la responsabilité sociale de son activité et cherche à redonner de la fierté aux populations locales en les assimilant aux descendants directs des anciens habitants de Caral, 5000 ans plus tôt.

## Publication
- (en) Ruth Martha Shady Solís, La ciudad sagrada de Caral-Supe en los albores de la civilización en el Perú, Lima, UNMSM, Fondo Editorial, 1997 (lire en ligne)